# David Bruce (microbioloog)

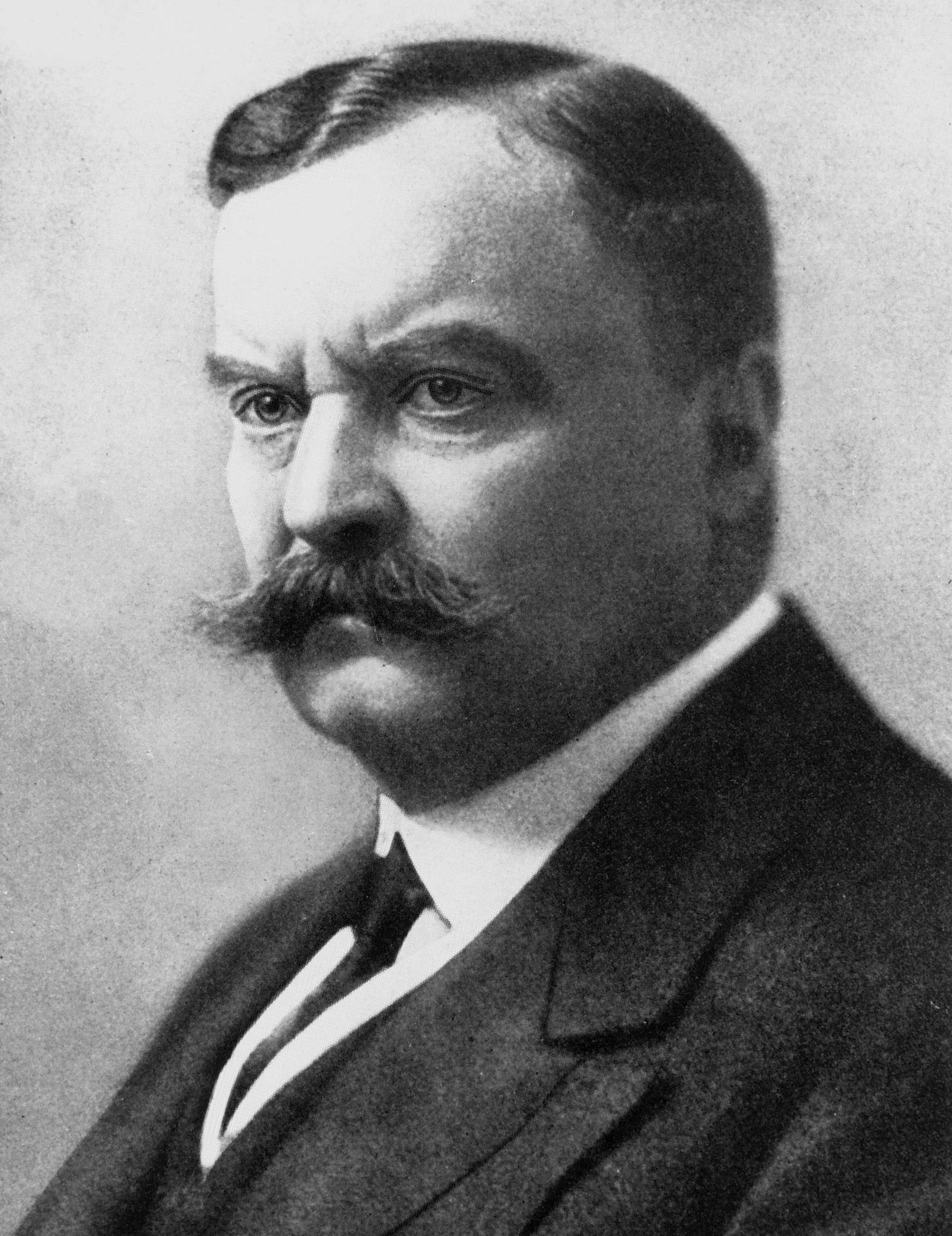
David Bruce

David Bruce (Melbourne, 29 mei 1855 - Londen, 27 november 1931) was een Brits/Australisch legerchirurg en microbioloog die de Maltakoorts en trypanosomen onderzocht waarbij hij ook de oorzaak van slaapziekte ontdekte. Hij kreeg de Leeuwenhoek Medaille in 1915.
Naar hem is de zoönose Brucellose genoemd almede de verwekkende bacterie Brucella.